# Cronofotografía

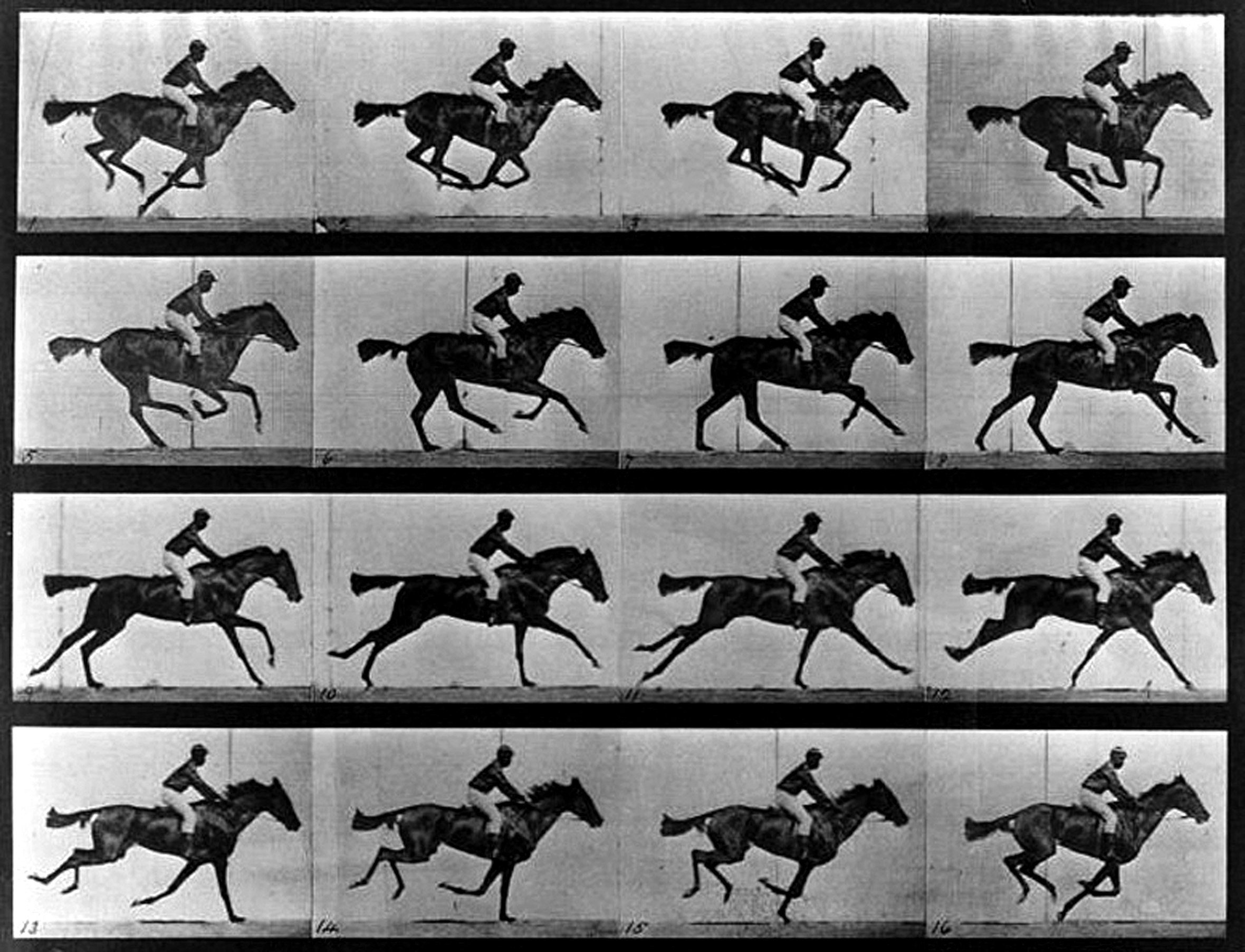
Muybridge Photography

La cronofotografía es una antigua técnica fotográfica de la época victoriana que captura e imprime el movimiento en varios fotogramas. Estas impresiones pueden organizarse posteriormente como animaciones en celuloide, o en capas en un solo fotograma. Para ello, utiliza una serie de diferentes cámaras, originalmente creadas y usadas para el estudio científico del movimiento, pero que la hace ser considerada como predecesora de la cinematografía y de la película en movimiento.

## Definición
La cronofotografía se define como «un conjunto de fotografías de un objeto en movimiento, tomadas con el objetivo de recoger y exhibir las sucesivas fases del movimiento». El término cronofotografía fue invento del científico francés Étienne-Jules Marey para describir las fotografías del movimiento de las cuales se podían tomar medidas y el movimiento podía ser estudiado. Deriva de la palabra griega χρόνος chrónos (‘tiempo’) combinada con «fotografía».

## Historia
La fotografía es un arte y una ciencia que se inventó y desarrolló en la década de 1830. Inicialmente, se utilizó como un dispositivo de documentación —para retratos, momentos históricos, batallas en las guerras, etc.—, y con la rapidez con la que el mundo tecnológico y artístico comenzó a desarrollarse, también aparecieron nuevos usos e ideas para la cámara. Con la invención de la cámara fotográfica, el arte ya no tenía que capturar necesariamente la realidad ya que la cámara se convirtió en la forma más precisa de describirla. A medida que la tecnología se volvía más sofisticada, también lo hicieron las actividades en las que se necesitaban cámaras.
Ya en la década de 1860, algunos fotógrafos estaban haciendo «imágenes en movimiento» tomando fotografías de un sujeto en una serie de posturas simulando fases de un movimiento y después, utilizando determinados dispositivos, las mostraban una detrás de otra en una rápida sucesión. Esta técnica fotográfica stop-motion fue muy importante porque el material fotográfico disponible en la época no era lo suficiente sensible como para permitir las numerosas y muy rápidas exposiciones que eran necesarias para fotografiar sujetos en movimiento. Las mejoras en la sensibilidad de las emulsiones fotográficas permitieron que la cronofotografía se convirtiera en una realidad.
En 1872, Leland Stanford, gobernador de California y entusiasta de los caballos, contrató a Eadweard Muybridge para que le aportase pruebas fotográficas que demostrasen que, en algunos instantes, un caballo al galope tenía las cuatro patas sin tocar el suelo. Muybridge alineó varias cámaras en una parte de una pista de carreras. Los disparadores estaban conectados a una serie de cables que activarían el mecanismo en cuanto pasase el caballo galopando en un fondo blanco. Una de las siluetas de las fotografías resultantes confirmaría las sospechas de Leland Standford. Años más tarde, en esa misma década, con la mejora de las placas fotográficas, obtuve unos resultados mucho más precisos. Muybridge también colocó la secuencia de las fotografías en la parte interna de un zoótropo; así cuando el dispositivo giraba, un observador podía ver, a través de sus ranuras, una imagen animada.
Las imágenes del caballo sorprendieron al público, ya que nunca nadie había visto una documentación tan precisa acerca del movimiento de un animal. Posteriormente, Muybridge recibió el encargo de fotografiar otros objetos en movimiento.
Más tarde, en 1878, Albert Londe fue contratado como por el neurólogo Jean-Martin Charcot. Donde utilizó una cámara con 9 lentes y un sistema intrincado de tiempo para estudiar los movimientos físicos y musculares de los pacientes. Con el tiempo, Londe perfeccionó este sistema para poder tomar una secuencia de doce imágenes en tan solo una décima de segundo.
El físico Étienne-Jules Marey comenzó a utilizar la técnica para estudiar más de cerca el movimiento, el vuelo y el ejercicio. Pronto descubrió, superponiendo impresiones de celuloide una encima de la otra, que era capaz de ver las fases del movimiento y estudiar así las relaciones entre ellas en un solo frame.
Georges Demeny, asistente de Marey, desarrolló más aplicaciones para la reproducción del movimiento, creando un simple proyector llamado estroboscopio. Demeny y el fotógrafo alemán Ottomar Anschütz compartieron el desarrollo de la tecnología de la proyección, utilizando cronofotógrafos y proyectores para crear animaciones bastante próximas a las proyecciones en movimiento de hoy en día. Anschütz llevó este concepto mucho más lejos, desarrollando cronofotógrafos para utilizarlos, junto a los proyectores, como entretenimiento. Anschütz desarrolló posteriormente una cámara de mano plegable con obturador focal plano, un modelo que permitía tomas fotografías a 1/1000 segundos de exposición. Esto permitió una configuración más rápida del sistema multi-cámara de Muybridge, capaz de tomar más exposiciones más rápido gracias a la rapidez de la velocidad de obturación. También inventó un visualizado individual para sus cronofotografías: consistía de un disco giratorio en el que las fotos se podían ver con la iluminación de una chispa eléctrica, en lugar de una proyección. Los inventos cronofotográficos posteriores a los de estos inventores (Muybridge, Demeny y Anschütz) asentaron las bases sobre las que, más tarde, se crearía el cine.

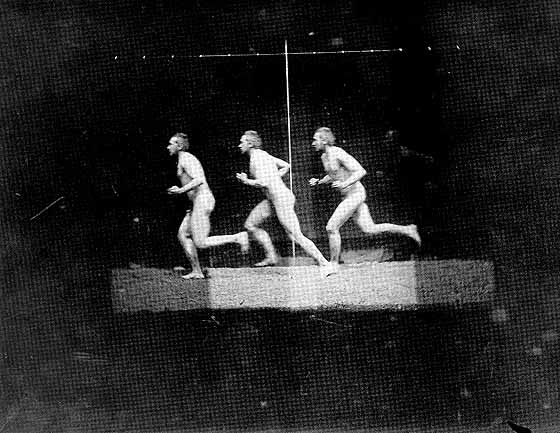

## Funcionamiento
La colocación de una secuencia de cámaras para fotografiar el movimiento de un objeto a medida que avanza originó la cronofotografía. Esto podía hacerse mediante cables de disparo o con disparadores con temporizador en cada cámara. Después se ordenan las diferentes impresiones fotográficas del sujeto en movimiento. Este sujeto podía ser un caballo al galope, o una persona bajando unas escaleras, u objetos inanimados siendo lanzados o cayendo. Para superponer cada una de las fases del movimiento en una sola placa fotográfica, como hicieron Marey y Demeny, se ha de fijar una única placa utilizando tiras de celuloide para cada imagen separada.
Más tarde Marey desarrolló un dispositivo, con una forma similar a la de una pistola, cuyo propósito era fotografiar secuencias cortas del movimiento natural de los pájaros durante el vuelo, y que tomaba doce fotografías sucesivas sobre un conjunto de discos. El disco tenía doce aberturas alrededor de su circunferencia. Frente a este disco había un segundo disco perforado con una ranura. Presionando el gatillo de la "pistola", el mecanismo se pone en marcha y los discos comienzan a girar. El disco que ha de albergar los doce frames giraba a 1/12 revoluciones, mientras que el disco que tiene la ranura del obturador giraba solo una vez. De esta manera cada una de las 12 aberturas aparece también tras la lente de la cámara y se exponen a través de la ranura. Cuando se imprimieron las imágenes, el resultado fue el mismo que en el proceso de tomar las fotografías por separado.
Marey era capaz de fotografiar en rollos de película y después proyectarlos como una secuencia. Dependiendo de las intenciones del cronofotógrafo, podría ser fijado más adelantes en cualquier dispositivo de exhibición para comparar las diferentes fases del movimiento.

## Usos
El propósito original de la cronofotografía era ayudar a los científicos a estudiar objetos en movimiento, particularmente de personas y animales. También fue utilizada para otros propósitos muy prácticos, como juzgar eventos en los que el tiempo tenía un papel muy importante (carreras de perros o caballos), documentar momentos históricos, o estudiar la trayectoria de los proyectiles de guerra. Con la invención de Anschütz de las cronofotografías no relacionadas con la investigación científica, la cronofotografía se convirtió en la base de la invención y el desarrollo de la cinematografía. Debido al desarrollo de los dispositivos de proyección (el zoótropo, el zoopraxiscopio de Muybridge, el electrotaquiscopio de Anschütz…) la exhibición de cronofotografías como entretenimiento se convirtió en algo mucho más sofisticado y útil que nunca. Poco tiempo después, los dispositivos cinematográficos surgieron de las cámara cronofotográficas originales, con las cuales el público podía observar bucles continuos de imágenes (por ejemplo, los dispositivos Peep Show construidos sobre la base de la tecnología de retroiluminación de Thomas Edison). A partir de este momento, nació la cinematografía.

## La cronofotografía en España
El ingeniero, geofísico e inventor Eduardo Mier y Miura tradujo La fotografía moderna: práctica y aplicaciones de Albert Londe al año siguiente de que se publicase en Francia (Madrid: Fuente y Capdeville, 1889), y utilizó sus técnicas en algunas de las casi veinte patentes que creó. Podemos ver la cronofotografía actual en España ejemplificada en Xavi Bou, un fotógrafo y geólogo que ha realizado la serie «Ornitographies», un neologismo derivado de «pájaro» y «escritura», centrada en visibilizar poéticamente el invisible trayecto del vuelo de los pájaros.

### Origen[7]
Tras la repercusión internacional de la secuencia del galope del caballo de Eadweard Muybridge en 1878, Étienne Jules Marey decidió aplicar la nueva técnica a sus estudios sobre el vuelo de los animales. Los intentos fallidos de distintos inventores por logran una máquina voladora, llevaron al francés a aplicar su método gráfico para intentar descubrir la mecánica del vuelo de los insectos, que lo condujeron finalmente al de las aves, Marey se decantó por la fotografía para registrar a distancia este aspecto. Las fotografías realizadas fueron poco satisfactorias para las expectativas científicas del fisologista francés. El fotógrafo americano había conseguido congelar algunas poses del vuelo empleando un tiempo de obturación de 1/500 de segundo, pero de manera independiente y desordenada, por lo tanto no se podían extraer conclusiones fiables.

Basándose en su experiencia Étienne Jules Marey ideó un innovador procedimiento al que denominó cronofotografía. 
El objeto de la cronofotografía será determinar con exactitud los caracteres de un movimiento. Este método debe, por una parte, representar los distintos lugares del espacio recorridos por el móvil, es decir su trayectoria, y por otra parte, expresar la posición de este móvil sobre esta trayectoria en instantes determinados (Marey, 2002, 71).
Para lograrlo asoció el obturador de la cámara a un mecanismo de relojería de alta precisión. Después de un primer prototipo de fusil fotográfico fallido, Marey creó una nueva máquina cronofotográfica de placa fija. A una cámara de fuelle tradicional de 13x18 cm le incorporó un disco obturador rotativo, diseñado para logar una exposición intermitente a intervalos de tiempo regulares. Con este sistema, los motivos fotografiados formaban una imagen peculiar e inédita, en la que se podían contemplar de un solo golpe de vista todo el movimiento descompuesto en sus distintas actitudes

### Ornitografía: Xavi Bou[7]
Tomando como base esa herencia iconográfica, Xavi Bou tras quince años en contacto con el tema, y haber fundado en 2009 el estudio especializado en retoque digital La Crin, sintió la necesidad de hacer un proyecto de creación personal más allá de los encargos profesionales de carácter comercial. Así pues se envolvió en el proyecto «Ornitographies».
Para lograr este propósito, afirma que los primeros intentos se realizaron con una cámara réflex y tiempos de obturación lentos, pero el resultado fue un rastro borroso de movimiento en el que no se podía ver detalles del ave. Fue entonces cuando decidió centrar su atención en el procedimiento de la cronofotografía, por su capacidad para generar una descripción secuenciada y definida de las diferentes fases del desplazamiento de los pájaros.
Desde un punto de vista técnico, el primer paso consistió en sustituir la particular cámara diseñada por Marey por un instrumental moderno, adaptándose a las posibilidades de la nueva tecnología digital. Al principio realizó las fotografías empleando el disparo en ráfaga, superponiendo posteriormente las imágenes mediante numerosas capas en el proceso de edición con Photoshop. Pero el limitado número de tomas por segundo de los equipamientos fotográficos condicionaba el resultado final; por ello pensó en usar la grabación de vídeo en cámara lenta, que posibilita filmar hasta 60 fotogramas por segundo. Sin embargo, la baja resolución que por aquel entonces permitía este modo, le llevó a alquilar cámaras profesionales empleadas habitualmente para cine, como la Sony F27, la PXW-FS5 o la Blackmagic Ursa Mini 4K. Y a pesar de que alguno de estos modelos deja capturar hasta 120 fps, decidió trabajar a 60 fps para mantener toda la calidad del formato RAW. Por otro lado, las ópticas que emplea habitualmente son un 35 mm, el 24-110 mm f4, y el 70-200 mm 2,8, todos de Canon, eligiendo el angular cuando las aves pasan cerca o por encima, y el teleobjetivo cuando busca centrase en algún espécimen en concreto, así como una perspectiva más plana que potencie el fondo de la escena.